# フレデリック・サーストン
フレデリック・ジョン・サーストン（Frederick John Thurston, 1901年9月21日 – 1953年12月12日）は、イギリスのクラリネット奏者。

## 生涯
7歳から父の指導を受ける。奨学金を得て王立音楽大学に進み、チャールズ・ドレイパーに師事した。1920年代はロイヤル・フィルハーモニー管弦楽団やロイヤル・オペラ・ハウス管弦楽団、BBC放送管弦楽団との共演を経て、新設されたBBC交響楽団の首席クラリネット奏者に就任した。1946年に退団後は室内楽演奏に専念する。
アーノルド・バックスやハーバート・ハウエルズ、ジョン・アイアランドらのクラリネット・ソナタや、アーサー・ブリスのクラリネット五重奏曲、エリザベス・マコンキーやマルコム・アーノルドの《クラリネット協奏曲 第1番》、アラン・ロースソーンの《クラリネット協奏曲》、イアン・ハミルトンの《3つの夜想曲》といった当時の新作を初演した。
1930年から没年まで王立音楽大学で教鞭を執り、生涯最後の年に門人シーア・キングと結婚した。その後1953年に肺癌のため死去した。

## 註
1. 1 2 3  “Robert Philip/Pamela Weston, 'Thurston, Frederick”.  Grove Music Online. 2013年3月14日閲覧。
2. ↑  “Pamela Weston/Robert Philip”.   Grove Music Online. 2013年3月14日閲覧。

## 参考資料・外部リンク
- Thurston, Frederick; A. Frank (1939 (revised and enlarged 1979)). The Clarinet: a Comprehensive Tutor for the Boehm Clarinet. London
- Thurston, Frederick (1940–41). “Clarinet Tone”. Woodwind Year Book:  47ff.
- Thurston, Frederick (1956). Clarinet Technique. London. ISBN 0193186039
- The Passage Studies Volume 1 ( Boosey & Hawkes )
- The Passage Studies Volume 2 ( Boosey & Hawkes )
- The Passage Studies Volume 3 ( Boosey & Hawkes )
- Weston, P. (1971). Clarinet Virtuosi of the Past. London. pp. 271–274